# Emmaste
Emmaste (německy Emmast) je vesnice v estonském kraji Hiiumaa, samosprávně patřící do obce Hiiumaa. Vesnice se rozkládá na jižním výběžku ostrova Hiiumaa při pobřeží průlivu Soela väin.

## Jméno
Lidová etymologie spojuje jméno vesnice s výrazem emane („samička“, pejorativně „žena“). Na místě dnešní vesnice prý kdysi sídlil Leemet, třetí syn Leigerův, který měl devět dcer, pročež jeho statek začali zvát Emaste („Samičín“).
Podle jazykovědců je název Emmaste odvozen z mužského jména Emma (Imma, Imo), jehož nositel pravděpodobně na tomto místě sídlil nebo založil usedlost.

## Dějiny
Nejstarší jmenná zmínka o Emmaste pochází z roku 1564, kdy zde byl jeden statek zvaný Emeste. Během 17. století vznikla na místě vesnice, na niž se jméno přeneslo.
V letech 1779-1780 majitel panství Jakob Pontus Stenbock vesnici vyvlastnil a zrušil, a na jejím místě založil panský statek. Roku 1796 byl statek oddělen jako samostatné panství od panství Suuremõisa.
1866 bylo emmastské panství vyčleněno z käinské farnosti jako samostatná farnost. Následujícího roku byl v Emmaste postaven kamenný kostel, který nahradil tehdy již práchnivou dřevěnou kapli v Sõru. Přibližně v téže době byl založen rovněž emmastský farní statek.
Výraznějšího rozvoje doznalo Emmaste po vzniku Estonské republiky a následné pozemkové reformě. Na místě roku 1919 rozdělené panské půdy vznikla rychle rostoucí vesnice. V zámecké budově byla 1920 otevřena škola.
Růst vesnice na úkor okolních sídel posílila centralizace v letech sovětské okupace. Emmaste pohltilo sousední vesnici Viiterna a části vesnic Rannaküla a Tärkma. Emmastská škola se stala jedinou školou v okolí a musela být roku 1960 výrazně rozšířena.
Roku 1987 byl v Emmaste postaven kulturní dům v tradičním stylu, 1995 byla otevřena nová sportovní hala, 1997 byl ke škole přistavěn společenský sál pro 200 diváků.

## Pamětihodnosti
Největší architektonickou a uměleckou památkou vesnice je evangelický kostel sv. Immanuela, postavený roku 1867 na pozemcích darovaných pro tento účel hraběnkou Marií Brevern de la Gardie. Budova kostela i většina jeho vybavení je zařazena v seznamu kulturních památek.
Budova někdejšího zámku byla architektonicky zcela změněna přestavbou v ní sídlící školy v roce 1960. Původní podobu prozrazuje přízemí zámku a některé vedlejší zámecké budovy.

## Kultura a společnost
Středisky kulturního a společenského života v Emmaste jsou základní škola (Emmaste Põhikool) se svým společenským sálem, obecní knihovna (Emmaste Raamatukogu) sídlící v budově obecního úřadu a sportovní hala (Emmaste Spordihall). Někdejší kulturní dům (Emmaste Rahvamaja) již nefunguje. Ve vesnici dále pracuje mateřská škola (Emmaste Lasteaed Naksitrallid), centrum mládeže (Emmaste Avatud Noortekeskus) a sbor Estonské evangelické luterské církve.

## Slavné osobnosti

### Rodáci
- Paul Reeveer (1918–1978), grafik

### Absolventi školy
- Herman Sergo, spisovatel
- Ain Kalmus, spisovatel
- Paul Reeveer, grafik